# Plamének tangutský
Plamének tangutský (Clematis tangutica) je rostlina z čeledi pryskyřníkovitých (Ranunculaceae).

## Popis
Jedná se o dřevitou liánu, která dorůstá až do 1–2 m délky, na chudých stanovištích může tvořit i trpasličí keříky. Listy jsou 1–2x lichozpeřené, řapíkaté. Lístky jsou kosočtverečně vejčité až úzce vejčité, celistvé až trojlaločné, na okraji zubaté. Květy mají asi 2–6 cm v průměru, jsou žluté a zpravidla jednotlivé, řidčeji až po 3 v chudých vidlanech. Okvětní lístky jsou nejčastěji 4, žluté, lysé, jen vně na okraji běloplstnaté, úzce vejčité, kopinaté až podlouhlé, nejčastěji 15–40 mm dlouhé a asi 6–14 mm široké. Ve skutečnosti se ale jedná o petalizované (napodobující korunu) kališní lístky, kdy korunní lístky chybí. Kvete v červnu až v září. Tyčinek je mnoho. Gyneceum je apokarpní, pestíků je mnoho. Plodem je asi 4,5 mm dlouhá nažka, která je na vrcholu zakončená dlouhým zakřiveným odstále chlupatým přívěskem. Nažky jsou uspořádány do souplodí.

## Rozšíření

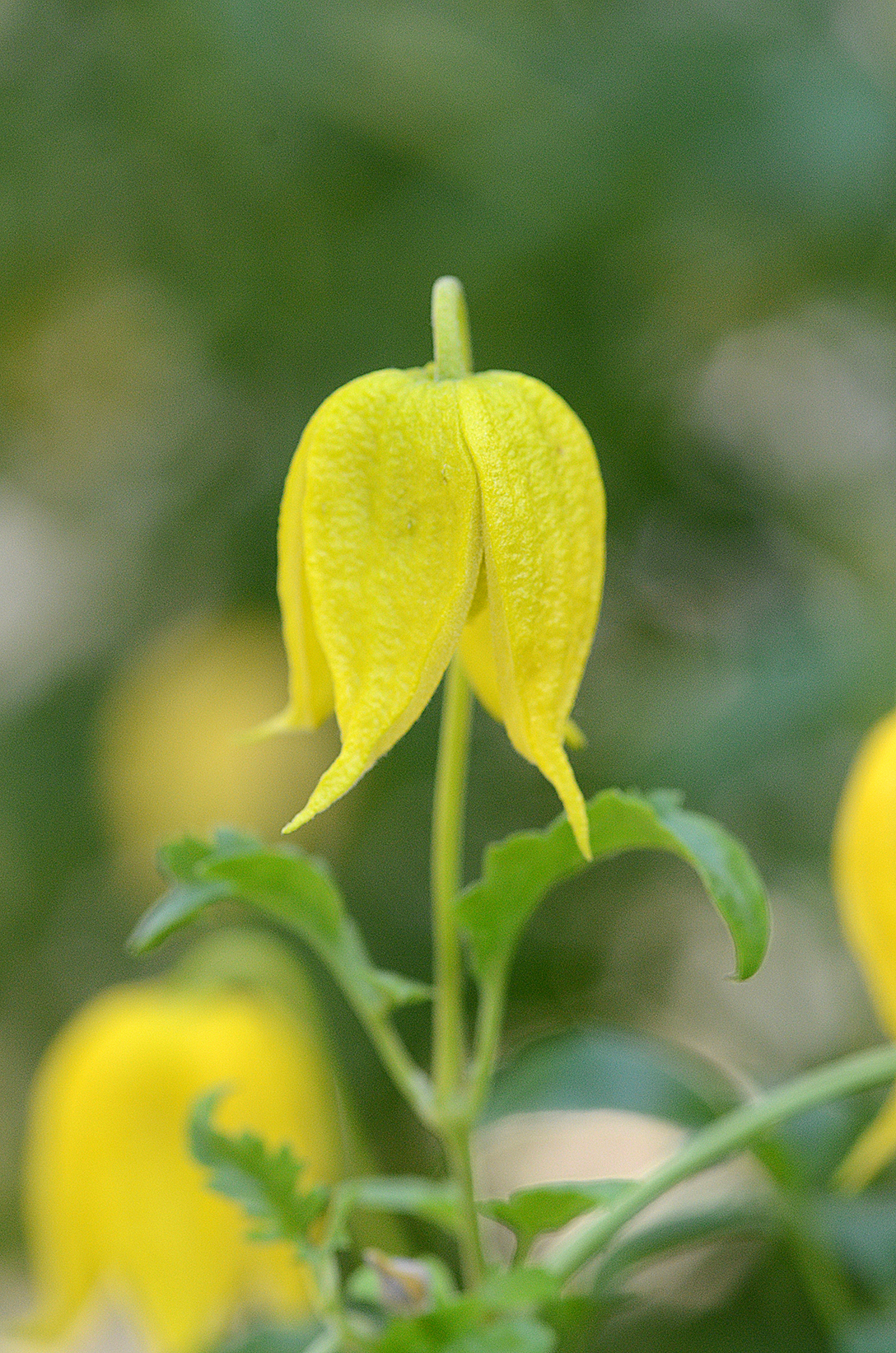
Detail květu

Plamének tangutský je přirozeně rozšířen v Číně s přesahem do Kazachstánu. V ČR to je často pěstovaná okrasná rostlina. V minulosti byl omylem udáván pod jménem plamének východní (Clematis orientalis). Plamének východní má však zpravidla květy v květenstvích po 3–15 a nikoliv jednotlivé, má menší květy a okvětní lístky více pýřité i na ploše, zvláště vně.